# Terra dei laghi della Pomerania

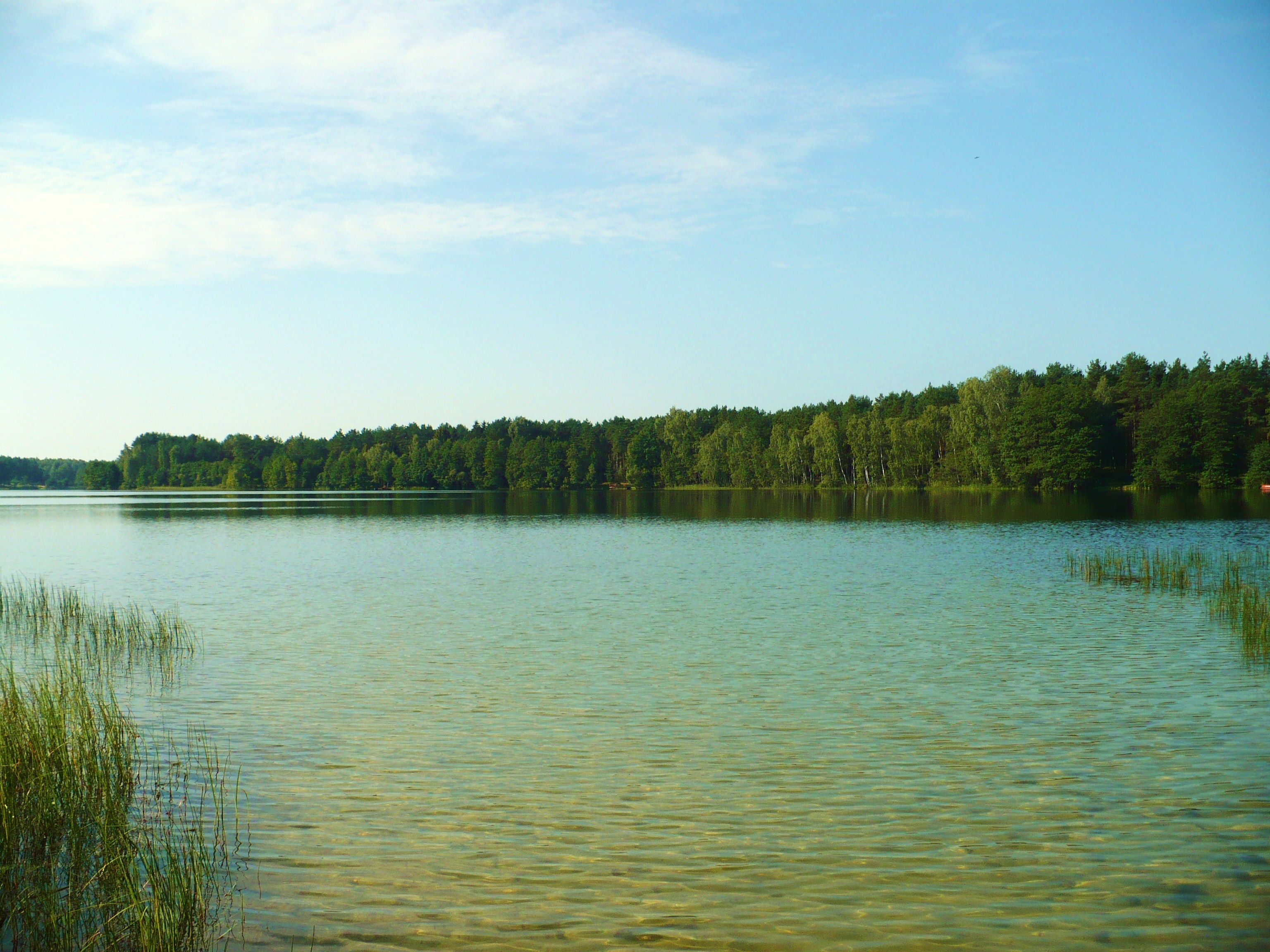
Lago Okonińskie

La Terra dei laghi della Pomerania (in polacco: Pojezierze Pomorskie) è una regione con alta densità di laghi nella Polonia nord-occidentale a sud del Mar Baltico.
Centrale tra le affini Terra dei laghi della Masuria, a est, e Terra dei laghi del Meclemburgo, a ovest, la regione si è formata durante l'era glaciale: le acque dei laghi riempiono le depressioni del terreno lasciate dal ritiro dei ghiacci dopo l'ultima glaciazione, 12.000 anni fa.